# Before I Disappear
Before I Disappear è un film del 2014 diretto da Shawn Christensen.
Il film è un adattamento del cortometraggio Curfew, diretto dallo stesso Shawn Christensen, corto che ha vinto il premio Oscar come miglior cortometraggio in occasione dei Premi Oscar 2013.